# Teatre la Gorga
El Teatre La Gorga és un edifici centenari ubicat a la població de Palamós (Baix Empordà) de 322 localitats repartides en 242 localitats a la planta baixa i 80 a l'amfiteatre. S'hi programa, de manera estable, les arts escèniques i la música del municipi, tant a nivell professional com amateur. Aquesta programació es fa directament o mitjançant conveni amb diverses entitats de la Vila.
El Centre Cultural La Gorga és un equipament de titularitat municipal que acull el Teatre que porta el mateix nom situat a la planta baixa i, des de 2021, la Sala Petita situada al primer pis.
La Sala Petita és un espai de petit format per a residències artístiques i espectacles de proximitat.
Al primer pis, també, hi ha els despatxos de diverses entitats culturals: Gespa Teatre, l'Agrupació Sardanista Costa Brava, l'Associació Fotogràfica Cine Club Bahia, la Colla Gegantera i Grallers de Palamós, Joventuts Musicals de Palamós, la Comissió de Carnaval de Palamós, la Coral El Progrés, Escàlem Coral i la Comissió de Reis.
El segon pis del mateix edifici acull les Ofiicnes de Cultura de l'Ajuntament de Palamós.
El 16 d'agost de 2016 es va posar en funcionament una nova web per a poder comprar les entrades online a més a més del mateix teatre.